# El Comisario (Hijitus)
El Comisario es un personaje de la serie animada Las aventuras de Hijitus, creada por Manuel García Ferré.

## Descripción
El Comisario es el jefe de policía de la ciudad de Trulalá, donde transcurre la tira; está retratado como un hombre de la Mesopotamia argentina, con marcado acento correntino, y modales francos y campechanos.
Su subordinado es el Cabo Lopecito (un policía bajito con marcado acento cordobés), movilizándose ambos en un jeep; la mascota del Comisario es su perro Boby.
García Ferré refleja en el Comisario una imagen humorística aunque afectuosa tanto de la Policía Federal Argentina, como del habitante del Litoral, mostrándolo como un hombre tradicionalista, al que frecuentemente se lo ve tomando mate, y que trata de vos a todo el mundo con gran familiaridad (típica costumbre de las provincias mesopotámicas argentinas y del Paraguay).
Es noble y justo, aunque un tanto autoritario, y su labor como agente del orden no es del todo efectiva, necesitando frecuentemente la ayuda de Hijitus para poner a los villanos tras las rejas.
Cuando el uniformado entra en acción, o se lo ve manejando su jeep raudamente, suele escucharse de fondo un chamamé reproducido de forma acelerada.
Sus muletillas más famosas son: "¡Maaarche preso, desacatao!" y "¡Te via'hacer repimporotear en el calabozo!". También, al final de varios de estos episodios, el Comisario también pronuncia una suerte de enseñanza o moraleja en forma de rima, la cual empieza con "Todo aquel que en la vida...", después de que el Profesor Neurus y sus secuaces terminan -casi siempre- tras las rejas.

## Origen del personaje
El propio Pelusa Suero contó, en varias entrevistas, que los orígenes del Comisario como personaje, se remontan a su época en el recordado programa radial humorístico La Revista Dislocada. En dicho espacio, Pelusa utilizaba ese sonsonete correntino para interpretar a un relator de carreras de yacarés. Apenas el actor le presentó esta idea a García Ferré, este último la consideró bastante graciosa para la tira animada de Hijitus, transformando a aquel relator en el icónico representante de la ley y el orden que conocemos hasta nuestros días.